# Choose Your Fighter
«Choose Your Fighter» — песня американской певицы Эйвы Макс из альбома Barbie the Album, саундтрека к фильму «Барби». Авторами песни выступили Эйва Макс, Мэдисон Лав, Майкл Поллак и её продюсер Cirkut. Песня была отправлена на итальянское радио 28 июля 2023 года в качестве шестого сингла из саундтрека.

## Предыстория и выход
В интервью Cosmopolitan в середине июля 2023 года, Макс упомянула, что Марк Ронсон, продюсер саундтрека к фильму «Барби», показал ей часть фильма через Zoom. В том же интервью Макс, заявила что процесс написания песни занял два часа и произошёл, пока она была в туре. Авторами песни выступили Эйва Макс, Мэдисон Лав, Майкл Поллак и её продюсер Cirkut.
11 июля 2023 года Макс в своих соцсетях опубликовала фрагмент из песни. Песня была отправлена на итальянское радио 28 июля 2023 года в качестве шестого сингла с саундтрека.

## Отзывы критиков
Песня получила положительные отзывы от критиков, большинство сравнивали её в с песней «Kings & Queens». Кот Чжан из Pitchfork описал песню «„Kings & Queens“ с различными пластическими аксессуарами», а Виктория Васылак из Paste описала её как «отброшенный первый черновик „Kings & Queens“». Алекс Риготти из NME жаявил, что обе песни имеют «одно и то же вступление a capella, одну и ту же тональность и даже одну и ту же аккордовую прогрессию».

## Чарты

### Недельные чарты
| Чарт (2023–2024)                           | Высшая позиция |
| ------------------------------------------ | -------------- |
| Belarus Airplay (TopHit)                   | 116            |
| Бельгия/Фландрия (Ultratop 50)             | 41             |
| Canadian Digital Song Sales (Billboard)    | 47             |
| СНГ (TopHit Airplay)                       | 133            |
| Croatia (HRT)                              | 74             |
| Germany Airplay (BVMI)                     | 64             |
| Germany Download (Official German Charts)  | 63             |
| Ireland (IRMA)                             | 91             |
| Lithuania Airplay (TopHit)                 | 151            |
| Netherlands (Tipparade)                    | 16             |
| Poland (Polish Airplay Top 100)            | 46             |
| Russia Airplay (TopHit)                    | 132            |
| Словакия (Rádio — Top 100)                 | 28             |
| Великобритания (OCC UK Singles)            | 90             |
| США (Billboard Hot Dance/Electronic Songs) | 7              |

### Годовые чарты
| Чарт (2023)                               | Позиция |
| ----------------------------------------- | ------- |
| US Hot Dance/Electronic Songs (Billboard) | 33      |

| Чарт (2024)                               | Позиция |
| ----------------------------------------- | ------- |
| US Hot Dance/Electronic Songs (Billboard) | 100     |

## История релиза
| Регион | Дата         | Формат       | Лейбл  | Примечания |
| ------ | ------------ | ------------ | ------ | ---------- |
| Италия | 28 июля 2023 | Радиоротация | Warner | [ 5 ]      |